# 新兴街道 (牡丹江市)
新兴街道，是中华人民共和国黑龙江省牡丹江市阳明区下辖的一个乡镇级行政单位。

## 行政区划
新兴街道下辖以下地区：
东苑社区、东风社区、天利社区、制药社区、镇江社区、裕民社区、东江社区、二发电社区、阳明村、镇江村、裕民村和东江村。